# تيم موراي (سياسي)
تيم موراي (بالإنجليزية: Tim Murray)‏ هو محامي وسياسي أمريكي، ولد في 7 يونيو 1968 في ورسستر في الولايات المتحدة. حزبياً، نشط في الحزب الديمقراطي. وقد انتخب نائب حاكم ماساتشوستس ‏ (4 يناير 2007 – 2 يونيو 2013).